# ダニエル・ハルケ
ダニエル・ハルケ・ゴンサレス（Daniel Jarque González、1983年1月1日 - 2009年8月8日）は、スペイン・カタルーニャ州バルセロナ出身の元サッカー選手。
安定感のある堅実な守備が持ち味であり、フリーキックも得意としていた。

## 経歴
バルセロナに生まれ、RCDエスパニョールの下部組織で育った。2002年10月20日のレクレアティーボ・ウェルバ戦でデビューし、2002-03シーズンと2003-04シーズンには合わせて15試合に出場した。徐々に出場機会を増やし、2004-05シーズンには初得点を決めた。2005-06シーズンは34試合に出場し、このシーズンにはコパ・デル・レイで優勝した。2006-07シーズンには契約を2009年まで延長した。同シーズンのUEFAカップでは、決勝トーナメント1回戦のASリヴォルノ・カルチョ戦ファーストレグでポストを直撃する惜しいヘディングシュートを放った。準々決勝のベンフィカ戦ファーストレグではシモン・サブローサのシュートが足に当たってゴールに吸い込まれる不運な失点があった。準決勝ではヴェルダー・ブレーメンのミロスラフ・クローゼを完璧に抑えるなど、マルク・トレホンとともに守備の要として決勝進出に貢献した。決勝では同じスペインのセビージャFCに敗れた。同シーズンにはリーグ戦で4得点を記録した。2008-09シーズンはフィールドプレーヤーとしてチーム2位の36試合に出場した。先発出場36は最多だった。
2009年7月、ラウル・タムードの後任のキャプテンに就任したが、後述する彼の死去によりイバン・デ・ラ・ペーニャが後継のキャプテンに就任した。

### 突然の死
2009年8月8日、遠征先のイタリアのフィレンツェのホテルにて、急性心筋梗塞により死亡しているハルケが見つかった。恋人と電話をしていたところ急に話が途切れ、それを不審に思った恋人がクラブ関係者に連絡し、発見に至った。チームの中心選手であったハルケの死が、チームやサポーターに与えた衝撃は計り知れないものがあり、訃報を聞いた多くのファンやサポーターがホームスタジアムに詰め掛け、彼の死を惜しんだ。
彼の死後、RCDエスパニョールの本拠地であるエスタディ・コルネリャ＝エル・プラットで行われる試合では、ハルケが生前に着けていた背番号21に因み、試合開始から21分にサポーターによる彼を追悼するための拍手が沸き起こる。コルネリャ＝エル・プラットの21番ゲート（背番号と同じ番号）はプエルタ・ダニ・ハルケ（ダニ・ハルケ・ゲート）と呼ばれるようになり、2012年1月にはこのゲートにハルケの彫像が設置されると発表された。
2010 FIFAワールドカップ決勝のスペイン対オランダ戦で、延長後半に決勝ゴールを決めたスペインのアンドレス・イニエスタは、得点後にユニフォームを脱いでアンダーシャツに書かれた「DANI JARQUE SIEMPRE CON NOSOTROS（ダニ・ハルケ、僕達はいつも一緒だ）」という手書きのメッセージをさらした。なお、試合中にユニフォームを脱ぐ行為は警告対象であり、イニエスタ自身はイエローカードを出され素直に従っている。

## 個人成績
| 国内大会個人成績 | 国内大会個人成績 | 国内大会個人成績 | 国内大会個人成績 | 国内大会個人成績 | 国内大会個人成績 | 国内大会個人成績 | 国内大会個人成績  | 国内大会個人成績 | 国内大会個人成績 | 国内大会個人成績 | 国内大会個人成績 |
| 年度             | クラブ           | 背番号           | リーグ           | リーグ戦         | リーグ戦         | リーグ杯         | リーグ杯          | オープン杯       | オープン杯       | 期間通算         | 期間通算         |
| 年度             | クラブ           | 背番号           | リーグ           | 出場             | 得点             | 出場             | 得点              | 出場             | 得点             | 出場             | 得点             |
| スペイン         | スペイン         | スペイン         | スペイン         | リーグ戦         | リーグ戦         | 国王杯           | 国王杯            | オープン杯       | オープン杯       | 期間通算         | 期間通算         |
| ---------------- | ---------------- | ---------------- | ---------------- | ---------------- | ---------------- | ---------------- | ----------------- | ---------------- | ---------------- | ---------------- | ---------------- |
| 2002-03          | エスパニョール   |                  | プリメーラ       | 6                | 0                |                  |                   |                  |                  |                  |                  |
| 2003-04          | エスパニョール   |                  | プリメーラ       | 9                | 0                |                  |                   |                  |                  |                  |                  |
| 2004-05          | エスパニョール   |                  | プリメーラ       | 21               | 1                | 1                | 0                 |                  |                  |                  |                  |
| 2005-06          | エスパニョール   |                  | プリメーラ       | 34               | 4                | 7                | 1                 |                  |                  |                  |                  |
| 2006-07          | エスパニョール   |                  | プリメーラ       | 36               | 0                | 2                | 1                 |                  |                  |                  |                  |
| 2007-08          | エスパニョール   |                  | プリメーラ       | 31               | 1                |                  |                   |                  |                  |                  |                  |
| 2008-09          | エスパニョール   | 21               | プリメーラ       | 36               | 2                |                  |                   |                  |                  |                  |                  |
| 通算             | スペイン         | スペイン         | プリメーラ       | 173              | 8                | 10               | 2\|\|\|\|\|\|\|\| |                  |                  |                  |                  |
| 総通算           | 総通算           | 総通算           | 総通算           | 173              | 8                | 10               | 2\|\|\|\|\|\|\|\| |                  |                  |                  |                  |

## タイトル
- スペイン代表
  - UEFA U-19欧州選手権 : 2002

- RCDエスパニョール
  - コパ・デル・レイ : 2006